# Контролер
Контролер се нарича управляващо устройство, което контролира и регулира определени процеси. Обикновено това са електронни устройства от комуникационната и компютърна техника, в частност микроконтролери. Контролерите се използват в устройства и системи с автоматичен контрол в различни машини и прибори от електронната техника, електротехниката, автомобилната индустрия, медицинската техника, приборостроенето, офис техниката, дистанционни управления, домашни уреди и инструменти и др.

## Видове контролери
Съществува голямо разнообразие от контролери според предназначението и техническото изпълнение.

### Контролер на радиомрежа
Контролер на радиомрежа (КРМ) (на английски: Radio Network Controller) е контролен елемент в мрежата UMTS за радио достъп (UTRAN), който управлява свързаните към него базови станции на Възел B (Node B). Управлява радиоресурси и мобилност, шифрова или разшифрова потребителски данни, предавани или приемани с мобилен телефон на потребителя. КРМ се свързва с опорните мрежи за превключване на: каналите (CSCN) чрез медиа-шлюз (MGW) и пакетите (PSCN) чрез възел за обслужване на GPRS-абонати (SGSN). 

### Контролер в изчислителната техника
Контролер в изчислителната техника и особено в компютърния хардуер е чип, карта за разширение или самостоятелно устройство, което взаимодейства с периферно устройство, като контролира прехвърлянето на данни от компютъра към периферното устройство и обратно. Това може да бъде:
1. Връзка между две части на компютър: Контролер на паметта, който управлява достъпа до паметта за компютъра) или Контролер за директен пренос на памет (или DMA), управляващ директните прехвърляния между различните системни памети, за да се облекчи работата на процесора.
2. Контролер на външно устройство, който управлява работата му и връзката с него:
- Контролер на клавиатура,
- Контролер на екраните на монитори и дисплеи,
- Дисков контролер
  - Контролер на твърд диск,
  - Контролер на дисково устройство (флопи за дискета или оптично за CD или DVD)
  - Контролер Device Вау (универсален за твърд диск, CD и DVD),
  - RAID контролер (управлява група твърди дискове),
- Контролер USB (стандарти: универсален UHCI, отворен OHCI, засилен EHCI и разтегателен EHCI),
- Контролер за прекъсване,
- Мрежов контролер (мрежова карта, етернет контролер),
- Графичен контролер (графична карта),
- Контролер на паралелен порт,
- Контролер на флаш паметта (SSD контролер),
- Периферен DMA контролер
- Контролер за достъп до терминал и др.

Стандарти на контролерите:
- AT – Напреднала технология,
- IDE – Вградена задвижваща електроника,
- EIDE – Подобрена интегрирана електроника на задвижването,
- ESD – Подобрен интерфейс за малки устройства,
- HBA – Хост-адаптер на шината: SCSI – Интерфейс на малки компютърни системи и FC – Влакнест канал,
- SATA – Серийно приложение за напреднала технология,
- SSD – Твърдо задвижване.

В личните компютри контролерите често са единични чипове. Ако към тях се прикачат допълнителни устройства, може да се наложи да се поставят нови контролери, които се предлагат на разширителни платки.
Контролерите трябва да са проектирани така, че да комуникират с шината за разширяване на компютъра. Има три стандартни архитектури на шини за персонални компютри – AT шина, PCI (периферна компонентна връзка) и SCSI. Следователно, когато се избира контролер, той трябва да отговаря на архитектурата на шината, която компютърът използва. 

### Контролер на домейн
Контролер на домейн (КД; на английски: Domain controller) в компютърни мрежи, изградени на Microsoft Server е сървърен компютър, който контролира областта на компютърната мрежа (домейн). Стартира услугите на активния каталог (Active Directory), по-специално Център за разпространение на ключове Kerberos (KDC). Съхранява данни от каталога (директорията) и управлява взаимодействието между потребители и домейни, включително процесите влизане на потребители в системата, проверка на разрешения, удостоверяване на сигурността, търсене в директория и т.н. в рамките на домейн на Windows. 

### Контролер на заряда на акумулатори
Контролер на заряда на акумулатори (на английски: Charge controller) е електронна схема в зарядното устройство, предназначена да контролира процеса на зареждане на батерията. Регулира зарядния ток в процеса на заряда и продължителността на заряда, измерва температурата и налягането с датчици за аварийно изключване на заряда, зарежда само незаредени клетки и др. Могат да управляват зарядните устройства на акумулатори за МПС, батерии, слънчеви панели на фотоволтаични системи и др. 

### Интегрален контролер с широчинно-импулсна модулация
Използват широчинно-импулсна модулация (ШИМ, PWM) на последователност от еднополярни правоъгълни импулси чрез изменение на техния коефициент на запълване.

- Контролери за ключови стабилизатори без галванично разделяне.

При промяна да входното напрежение Uвх. контролерът изменя коефициента на запълване Q на правоъгълните импулси така, че да поддържа неизменна стойността на изходното напрежение Uизх.. Най-масовото му приложение на този принцип е в контролерите на синхронните понижаващи стабилизатори (Synchronous PWM Buck Controller). Известни са контролери на стабилизатори с входни напрежения, които се изменят от 2,2 до 42 V, входни токове от 75 mA и 0,9 mA и работа в температурен диапазон от -40 до +125 °С. От по-ново поколение са цифровите ШИМ контролери (Digital PWM Controller, DPWM Controller), които имат по-високо бързодействие и по-малки отскоци на изходната величина. Използват се главно в понижаващи синхронни стабилизатори за DSP и телекомуникационни устройства.
- Контролери за ключови стабилизатори с галванично разделяне.

Тяхното входно напрежение се осигурява чрез изправяне на това от електрическата мрежа или представлява захранващото напрежение (типично 48 V) на класическите проводникови комуникационни мрежи. За галванично разделяне (включително на масите на входа и изхода) се използва оптрон.
- Контролери за светодиодно осветление

Основната задача на тези контролери е да осигурят работата на понижаваща ключова схема за захранване на светодиодите (LED). Контролерите са за постояннотокови или променливотокови мрежи.
- Контролери за електродвигатели

Те се ограничават главно за постояннотокови електродвигатели. Основно е регулирането на скоростта на въртене чрез тока на електродвигателя, който представлява ШИМ импулси с променлив Q. Сред типичните примери на контролери за безколекторни електродвигатели е серията UC1615/1625/1635 на Texas Instruments, различаващи се само по работния температурен обхват, и предназначеният за работа при наличие на радиоактивни лъчения UC1637-SP на същия производител.
За комуникационни устройства е ADT7470 на Analog Devices, който осигурява регулиране на скоростта на вентилаторите и измерва температурата в 10 техни точки.
- Контролери за компютърни захранвания

За намаляването на размерите и теглото на преносимите компютри са нужни малки бобина и кондензатор в понижаващите им ключови стабилизатори. Технологичните ограничения за осигуряване на това чрез увеличаване на честотата на повторение F налагат използването на многофазни контролери (Multiphase PWM Controller) с брой на фазите n, който най-често е 2, 3 и 4. Контролерът е с n изхода за ШИМ импулси с честота F, които са дефазирани в общ случай при n фази на 360°/n. Всеки изход захранва отделен стабилизатор. Изходите са свързани паралелно и резултатът е честота на пулсациите nF в общ случай и по-малка тяхна амплитуда.
Важно изискване е осигуряването на голямо време на работа на компютъра при захранване от акумулатор, което се постига основно чрез увеличаване на коефициента на полезно действие на стабилизатора и осигуряване на минималното необходимо захранващо напрежение на микропроцесора за даден негов работен режим. За първото контролерът осигурява правопропорционално изменение на F в зависимост от изходния ток на стабилизатора. За осигуряване на второто захранваният микропроцесор изменя Q, което променя изходното напрежение на стабилизаторите, захранващо микропроцесора (VID контролер).
При надхвърляне на максималните стойности на Uвх. и Uизх. се задейства защита за нулиране на Uизх=. Контролерът допълнително следи температурата на микропроцесора и включва и изключва вентилатора му.
- Други ШИМ контролери

МСР19114 на Microchip Technology. Работи с Uвх. = 4,5 – 42 V. Може да програмира параметри на ключови синхронни стабилизатори с галванично разделяне: F между 31,25 kHz и 2 MHz и Uвх.макс..
НV9120 на Supertex. Uвх. = 10 – 450 V, от мрежа с изправител или акумулатор. F = 100 – 200 kHz.
МСР1630 и МСР1630V на Microchip. Честота F до 1 MHz, t° = -40 – +125° С.
МСР1631НV и МСР1631VНV на Microchip. Uвх. = 3,5 и 16 V, при F до 2 MHz. За зареждане на акумулатори, LED осветление и захранване на микроконтролери.
SM72445 на Texas Instruments. За слънчеви батерии. Има 4 изхода с ШИМ импулси за управление през драйвер на мостова схема от мощни NMOS транзистори в ключов понижаващо-повишаващ стабилизатор. Контролерът следи напрежението и тока от панелите и променя Q на импулсите за поддържане на максимална мощност на слънчевата батерия Pmax., като при промяна на някоя от величините я възстановява Pmax. за не повече от 10 ms. Резултатът е максимален к.п.д. на стабилизатора 99,5 %. Честотата F = 110, 135 и 215 kHz, задавани чрез постоянно напрежение на съответния извод на ИС.
Si9113 на Vishay Siliconics. Uвх. = 23 – 200 V и стойността на F = 100 – 500 kHz.

### Контролер на водача
Контролер на водача е многопозиционно превключващо устройство, с което човек, управляващ превозно средство, контролира режима на работа на тяговите електрически двигатели или дизелов двигател. В електротехниката думата „контролер“ се отнася до групово захранващо устройство, включено във верига с голям ток, а контролерите на водачите на първите трамваи наистина са били включени директно в силовата верига. По-късно контролът е направен непряк (управлява захранващите устройства извън кабината), но традиционното име е запазено. 

### Други контролери
Логически контролер, безжичен контролер, контролер за игра и др.